# Agaricochara hubbardi
Agaricochara hubbardi är en skalbaggsart som först beskrevs av Charles Hamilton Seevers 1951.  Agaricochara hubbardi ingår i släktet Agaricochara och familjen kortvingar. Inga underarter finns listade i Catalogue of Life.